# Västerlånggatan

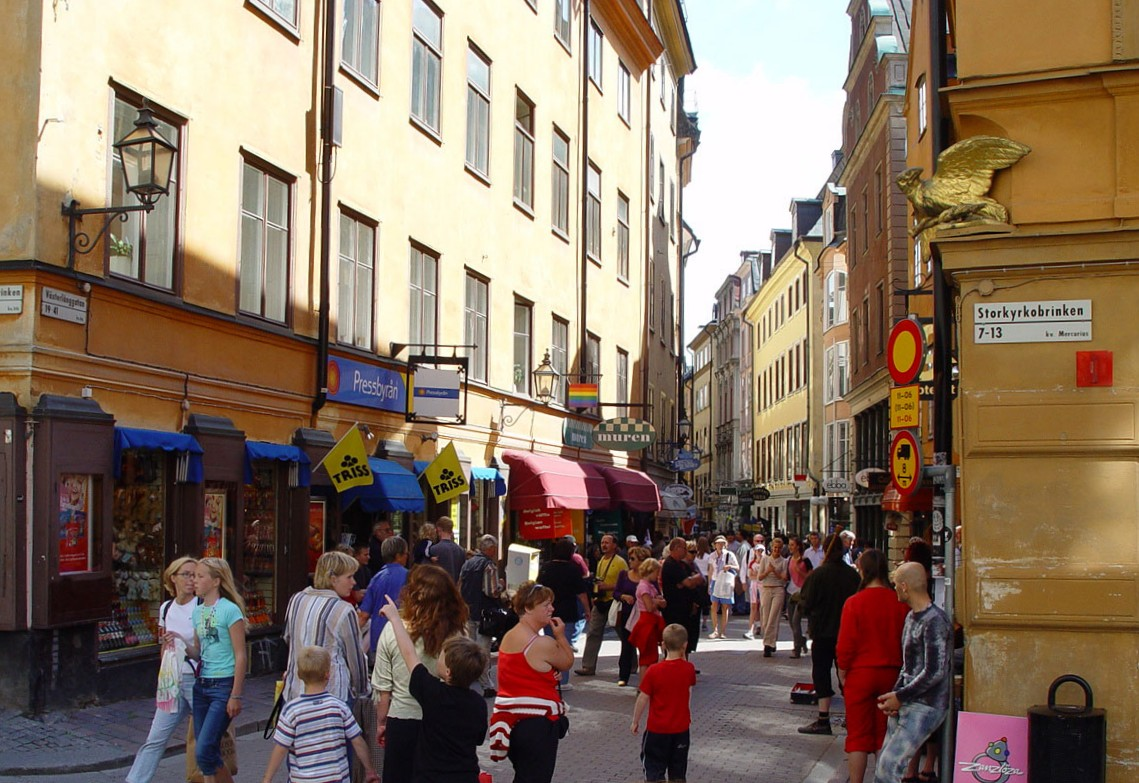
Västerlånggatan

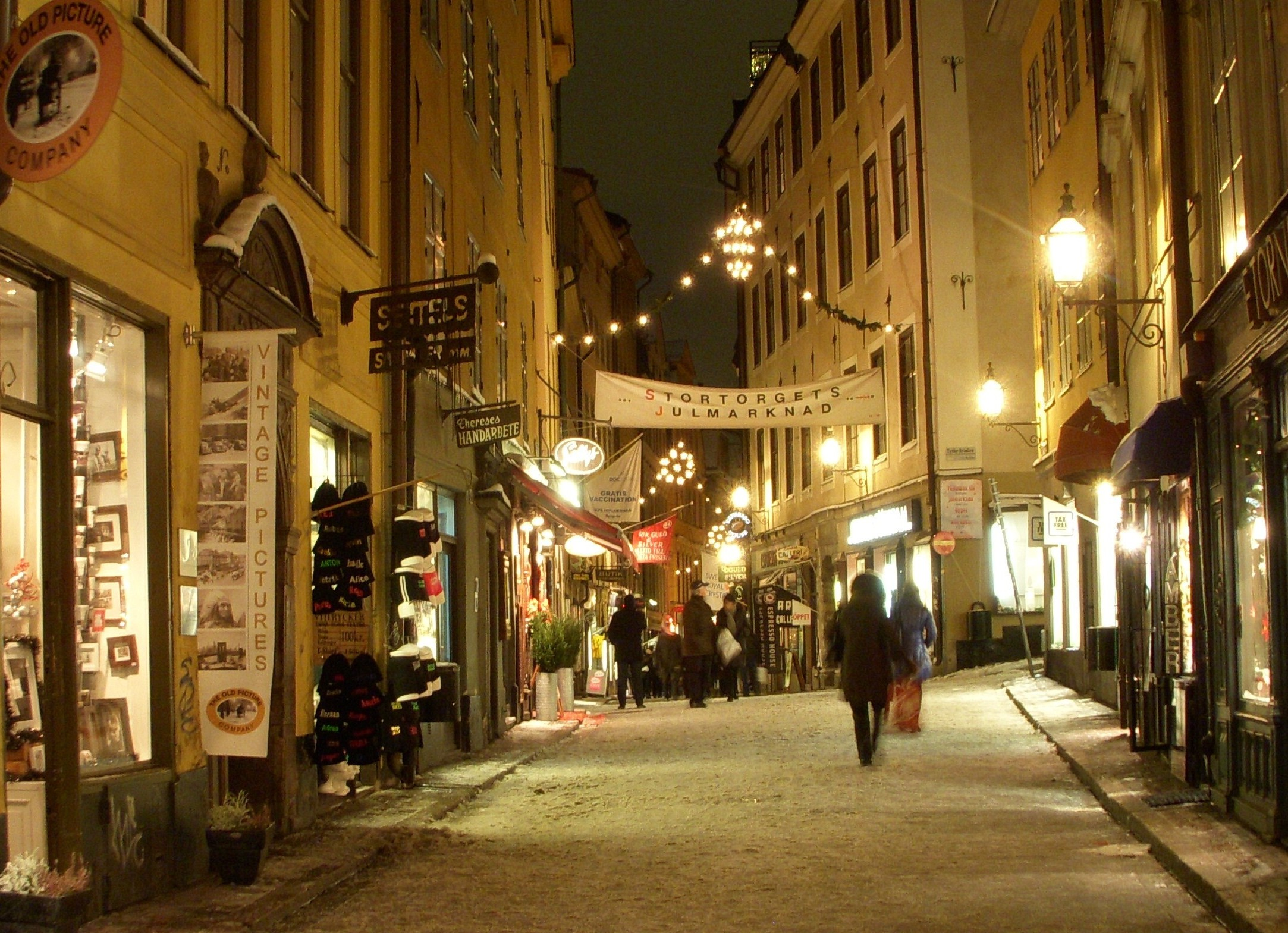

Västerlånggatan – ulica w Sztokholmie biegnąca przez centrum Gamla Stan.
Była to główna droga poza miastem, biegnąca wzdłuż części murów miejskich. Obecnie ulica pełna jest sklepików, przez co stała się bardzo oblężona przez turystów. Od północy zaczyna się przy Mynttorget, niedaleko urzędu kanclerza (Kanslihuset) i Lejombacken, a kończy się przy Järntorget na południu, gdzie mieściły się szwedzkie firmy eksportujące żelazo. Obok znajduje się Bancohuset, siedziba Banku Państwowego w latach 1680–1906.

## Budynki przy ulicy
Z budynku pod numerem 7 od połowy ostatniej dekady XX wieku korzysta parlament. W fasadzie z końca XIX wieku widać wyraźne wpływy budowli południowoeuropejskich.
Dom pod numerem 27 zbudował dla siebie Erik Palmstedt, twórca gmachu giełdy  i studni na Stortorget. W sąsiedztwie (29) znajduje się budynek pochodzący z XV wieku oryginalnymi gotyckimi łukami.
Dom Von der Lindego pod numerem 68 ma XVII-wieczną fasadę i portyk z posągami Neptuna i Merkurego.